# Себастиан II (Ортенбург)
Себастиан II фон Ортенбург (на немски: Sebastian II von Ortenburg; * пр. 1491; † 26 август 1559, дворец Ной-Ортенбург при Ортенбург) е благородник от фамилията на графовете на Имперскографство Ортенбург.

## Биография
Той е шестият син, осмото дете, на граф Себастиан I фон Ортенбург (1434 – 1490) и съпругата му Мария графиня цу Нойбург († 1496), дъщеря наследничка на фрайхер Йохан фон Рорбах († 1467) и Схоластика фон Вайспирах. Брат е на Улрих II († 1524), Георг III († 1553), Зигмунд († 1547), Кристоф I (* 1480, † 22 април 1551), Йохан II († 1499) и Вилхелм († 1530).
Себастиан II, заедно с брат си Георг III, започва служба при император Карл V. На 28 април 1551 г. императора ги номинира за императорски съветници. Себастиан II трябва да последва умрелия в началото на 1551 г. брат Кристоф I като имперски граф на Ортенбург, но императорът го съветва да не поеме тази служба, заради напредналата му възраст. Себастиан послушва този съвет и се отказва официално на 21 май 1551 г. заради здравни проблеми от правата си за сметка на племенника си Йоахим I.
Себастиан II фон Ортенбург умира на 26 август 1559 г. в дворец Ной-Ортенбург, близо до Ортенбург, и е погребан в Сикстус-капелата, гробното място на фамилията, до катедралата „Св. Срефан“ в Пасау.

## Фамилия
Себастиан II не се жени и умира бездетен.